# Languenan
Languenan település Franciaországban, Côtes-d’Armor megyében. Lakosainak száma 1160 fő (2022. január 1.). Languenan Taden, Corseul, Créhen, Pleslin-Trigavou és Beaussais-sur-Mer községekkel határos.

## Népesség
A település népességének változása:
| Lakosok száma | 792  | 769  | 811  | 987  | 1154 | 1174 | 1155 | 1146 | 1149 | 1160 |
|               | 1968 | 1982 | 1990 | 2006 | 2013 | 2015 | 2017 | 2019 | 2020 | 2022 |